# Senna
Сенна (Senna) — великий рід квіткових рослин родини бобових (Fabaceae, підродина Caesalpinioideae, триба Cassieae). Цей різноманітний рід поширений у тропіках, з невеликою кількістю видів у помірних регіонах. Кількість видів оцінюється приблизно від 260 до 350. Типовим видом для роду є Senna alexandrina. У культурі відомо близько 50 видів Сенни.

## Опис
Сенна включає трави, кущі та дерева. Листки перисті з супротивними парними листочками. Суцвіття — китиці на кінцях гілок або виходять із пазух листків. Квітка має п'ять чашолистків і п'ять зазвичай жовтих пелюсток. Є десять прямих тичинок. Тичинки можуть бути різного розміру, а деякі є стамінодіями. Плід — стручок як у бобових, що містить кілька насінин.

## Систематика
Chamaecrista, Cassia та Senna утворюють монофілетичну групу, яку деякі автори назвали Cassia. У 1982 році група була названа Cassiinae і класифікована як підтриба триби Cassieae. Триба Cassieae містить 21 рід і тепер відомо, що вона є поліфілетичною, але класифікація все ще прийнята, оскільки перегляд систематики Fabaceae ще не прийнятий.
Рід Senna мав складну таксономічну історію. Те, що зараз відомо як Senna, було включено Ліннеєм у Cassia in Species Plantarum у 1753 році. Філіп Міллер відокремив Сенну від Кассії в 1754 році в четвертому виданні Словника садівників. До 1982 року багато авторів, слідуючи за Ліннеєм, не визнавали Senna та Chamaecrista, але включали їх у Cassia. Філогенетичний аналіз ДНК показав, що Chamaecrista, Cassia та Senna є монофілетичними, але зв’язок між цими трьома родами не встановлений. Тому вони показані у філогенетичних деревах як тритомія.

## Етимологія
Назва роду походить від арабського sanā, що описує рослини, листя та стручки яких мають проносні властивості.

## Види
У 2019 році Plants of the World Online визнавав такі види:

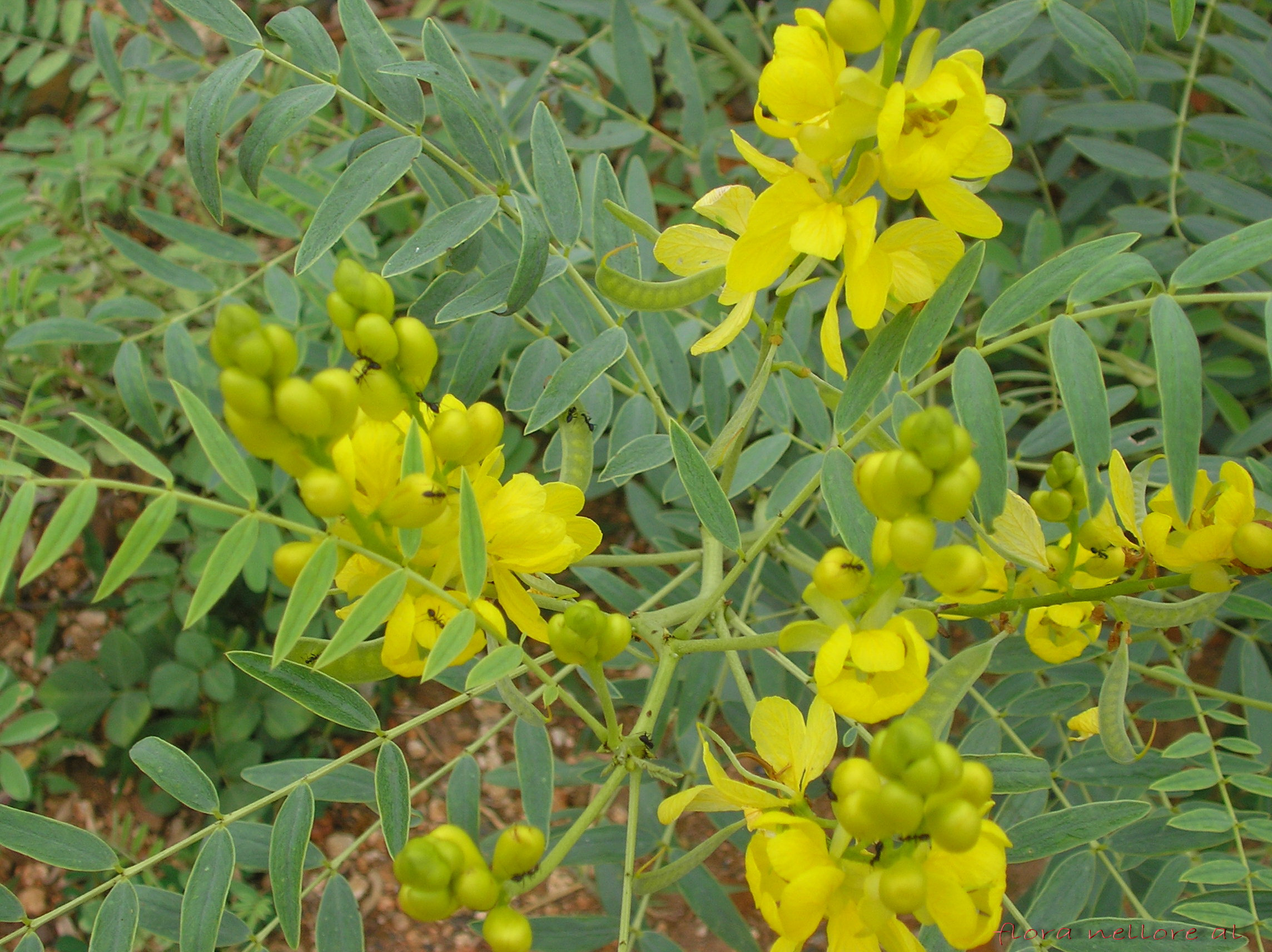
Senna alexandrina

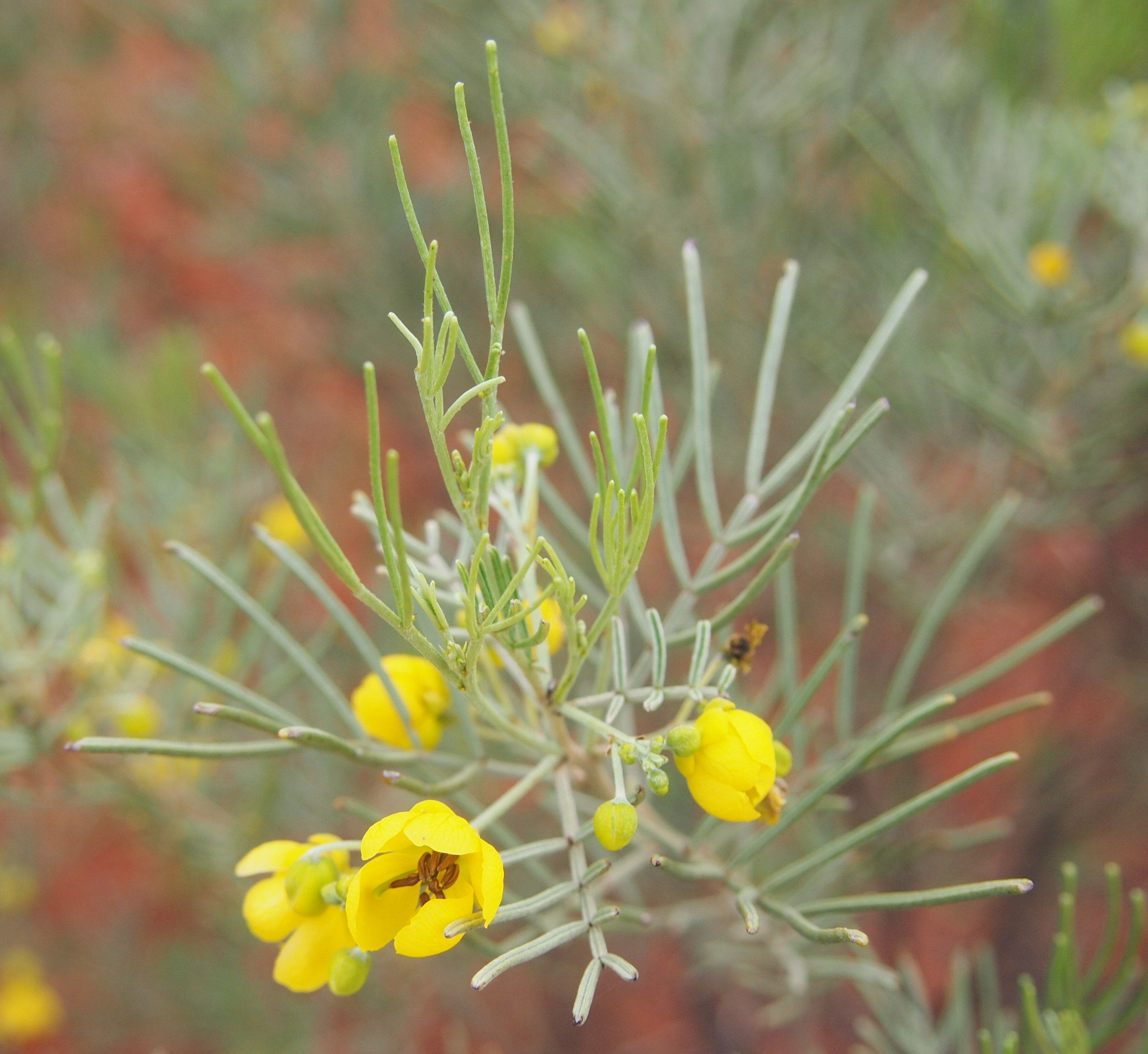
Senna artemisioides

Senna bicapsularis

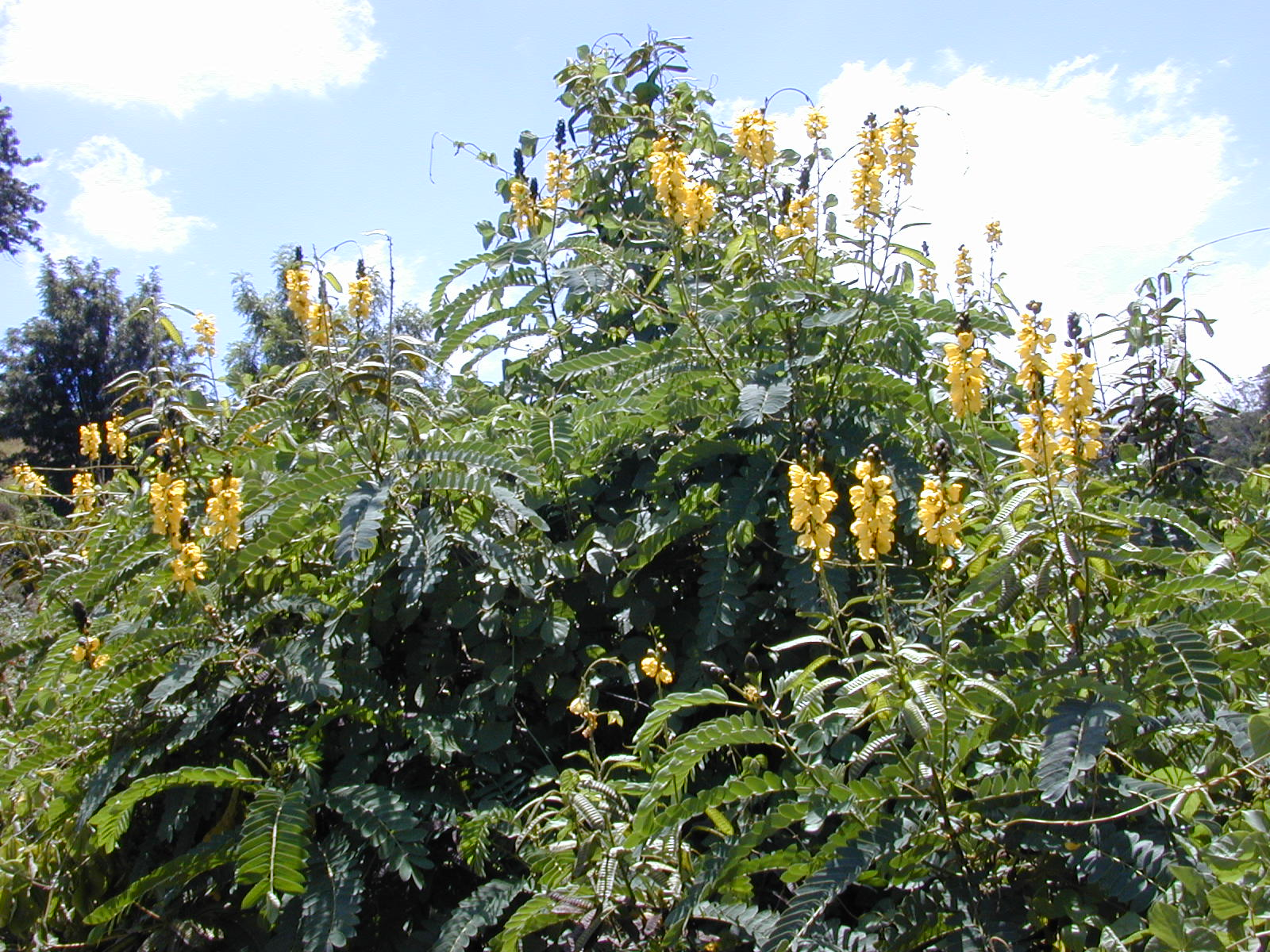
Senna didymobotrya

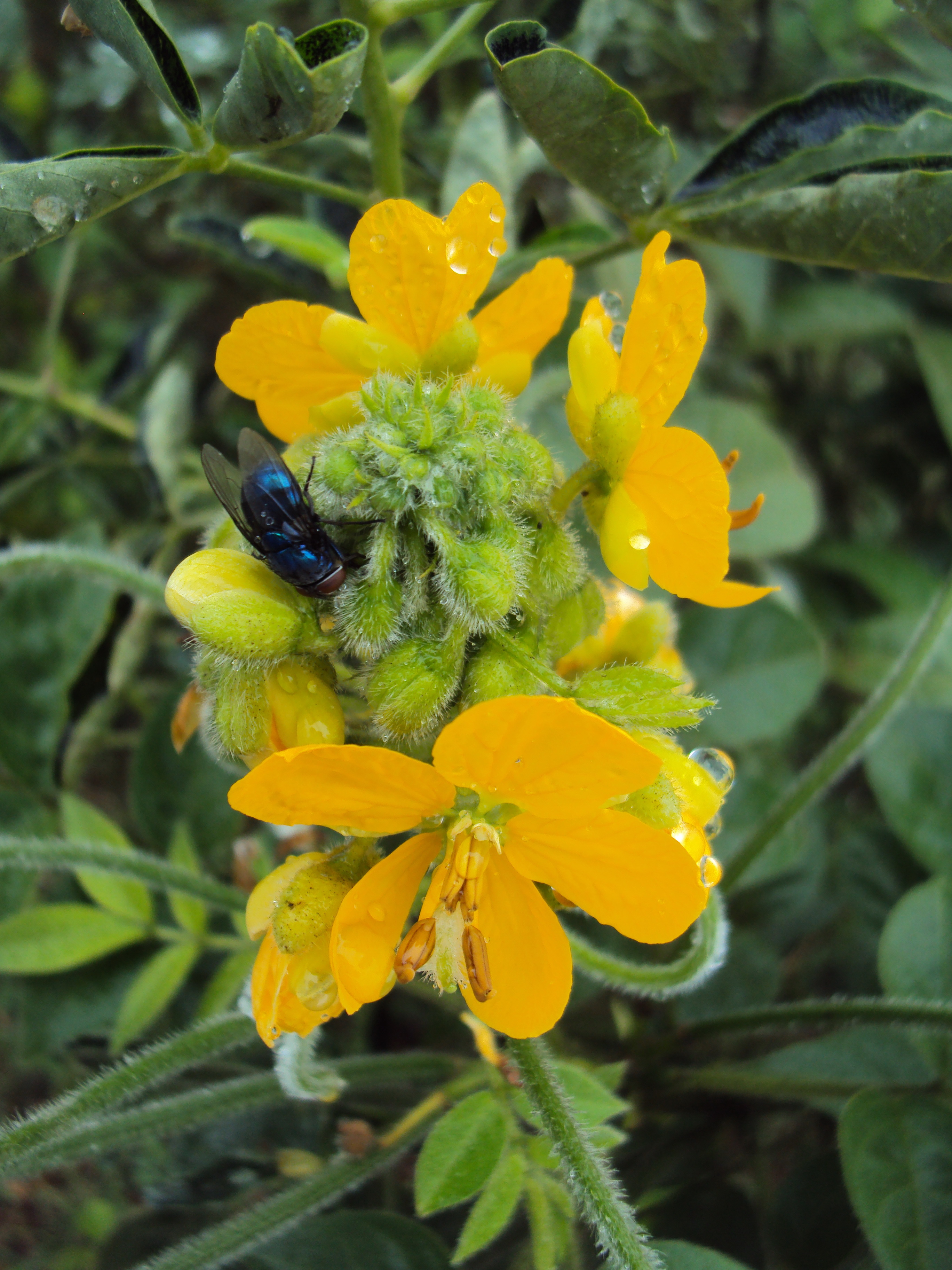
Senna hirsuta

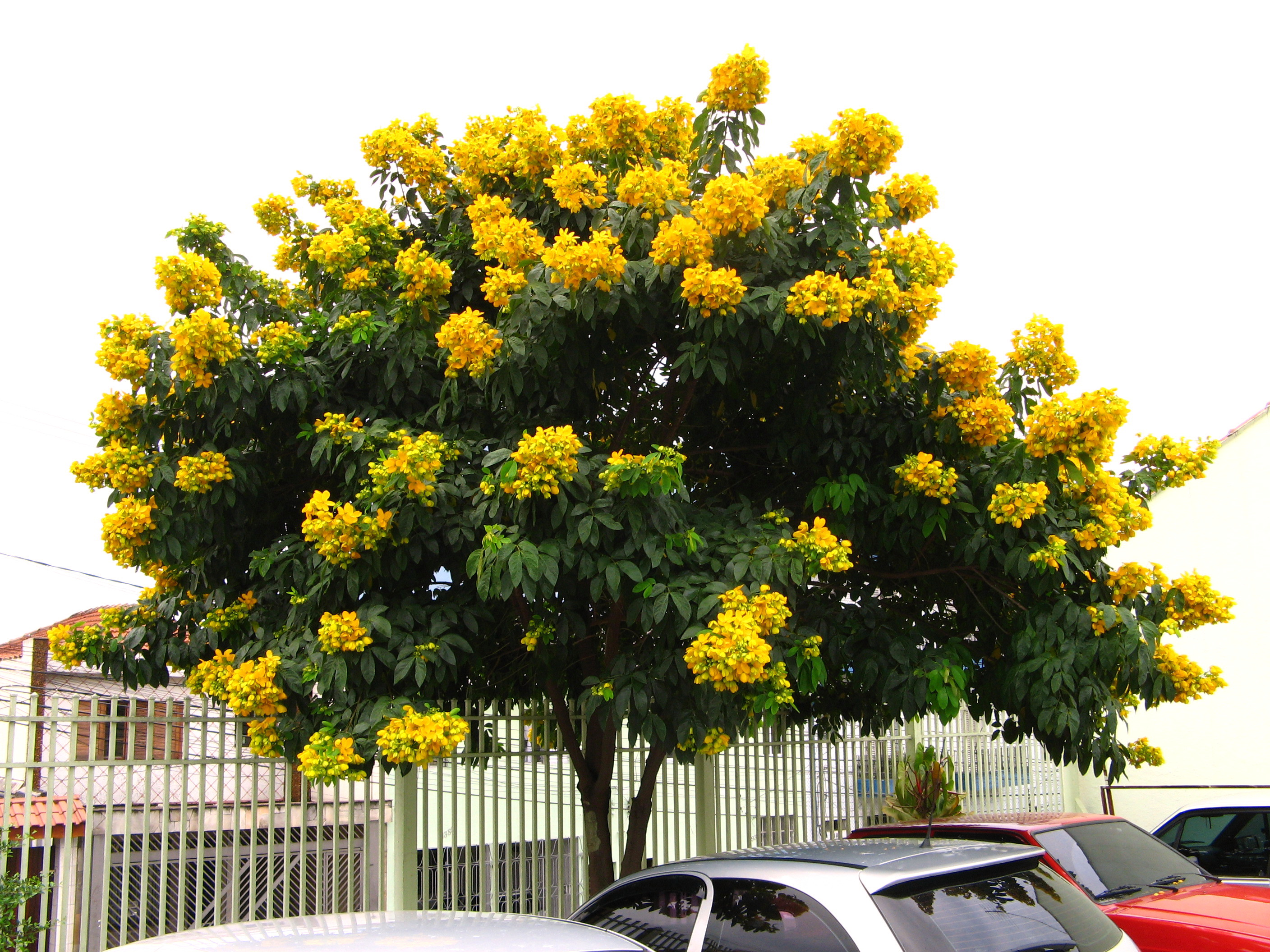
Senna macranthera

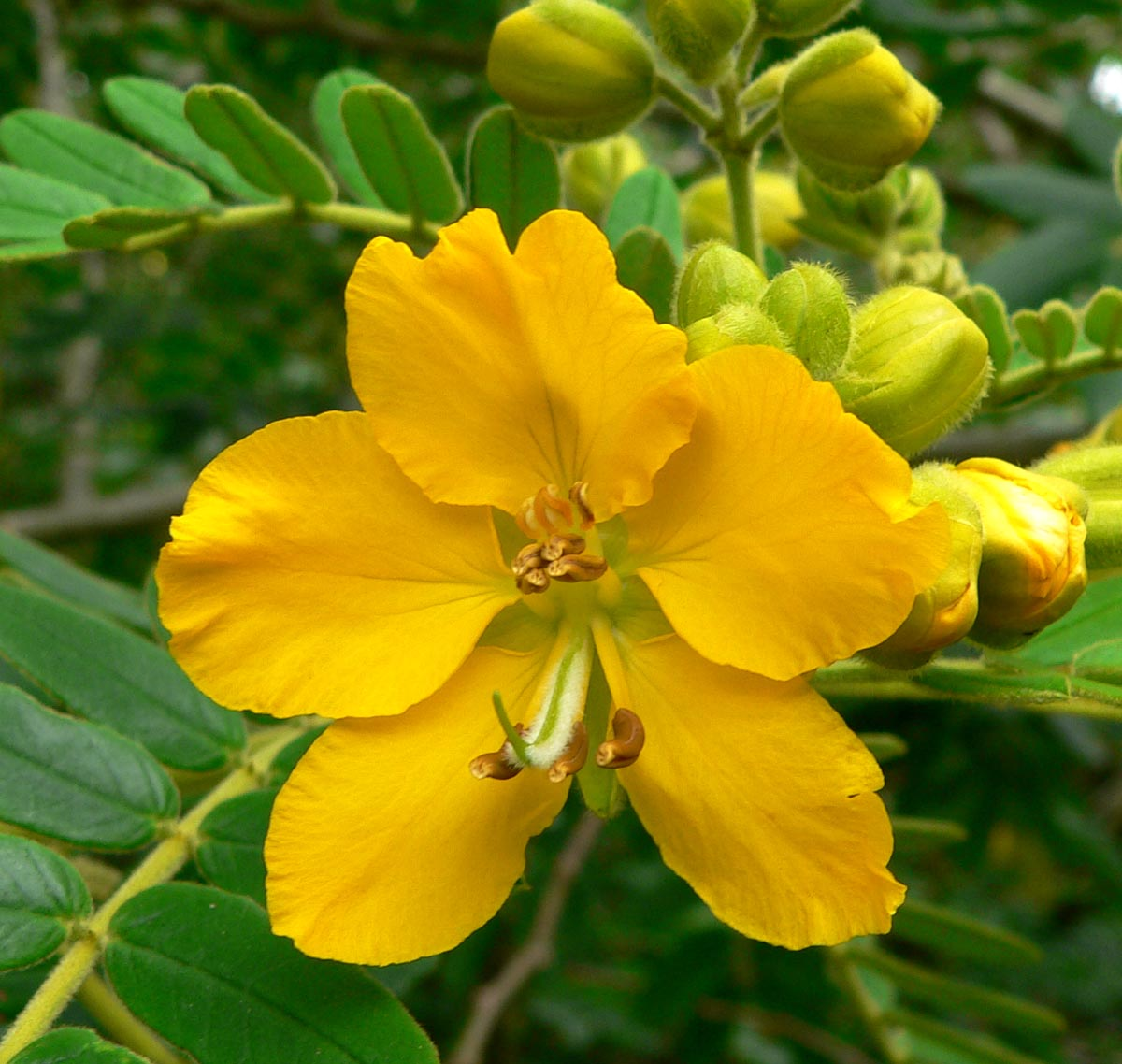
Senna multiglandulosa

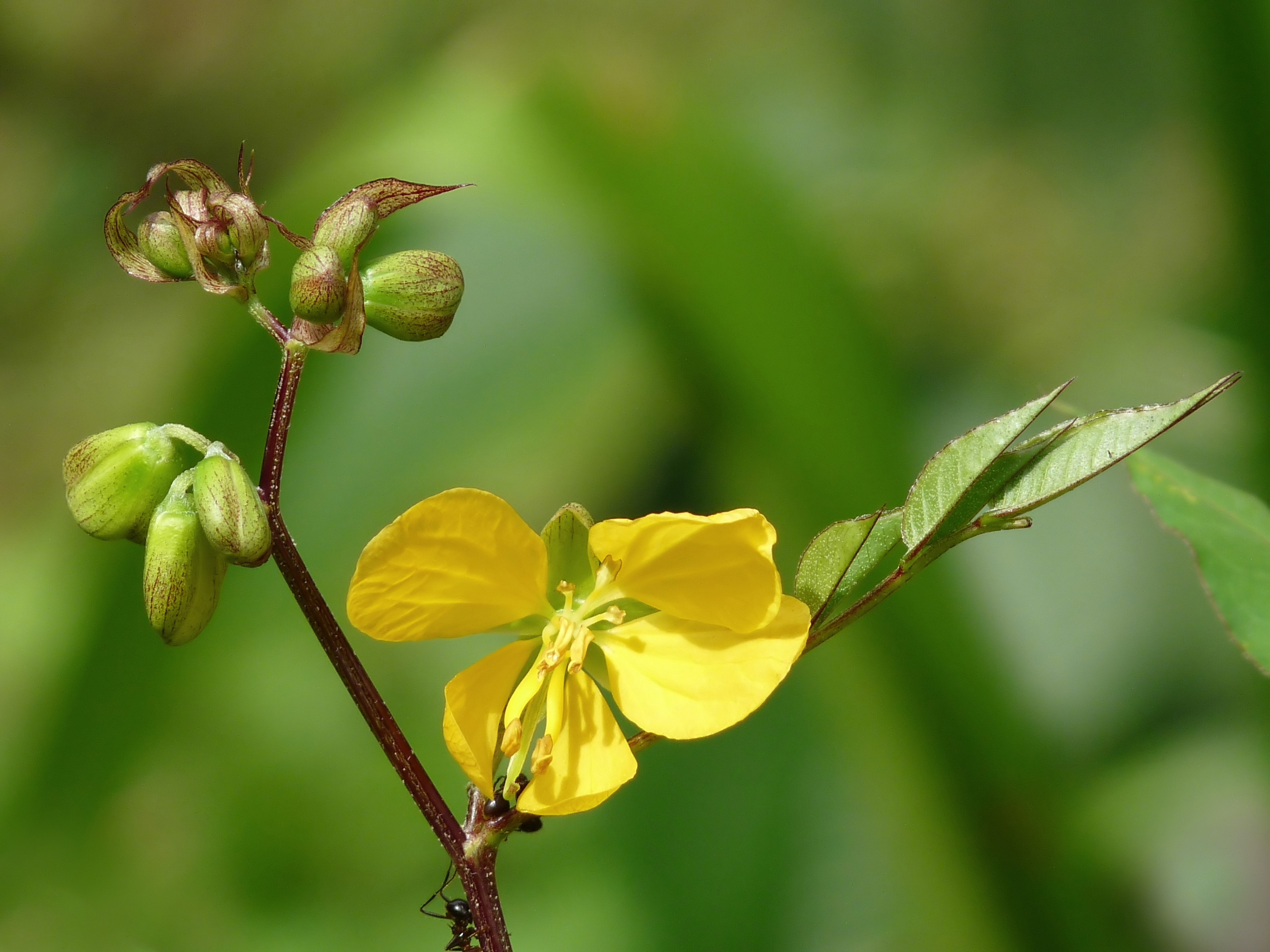
Senna occidentalis

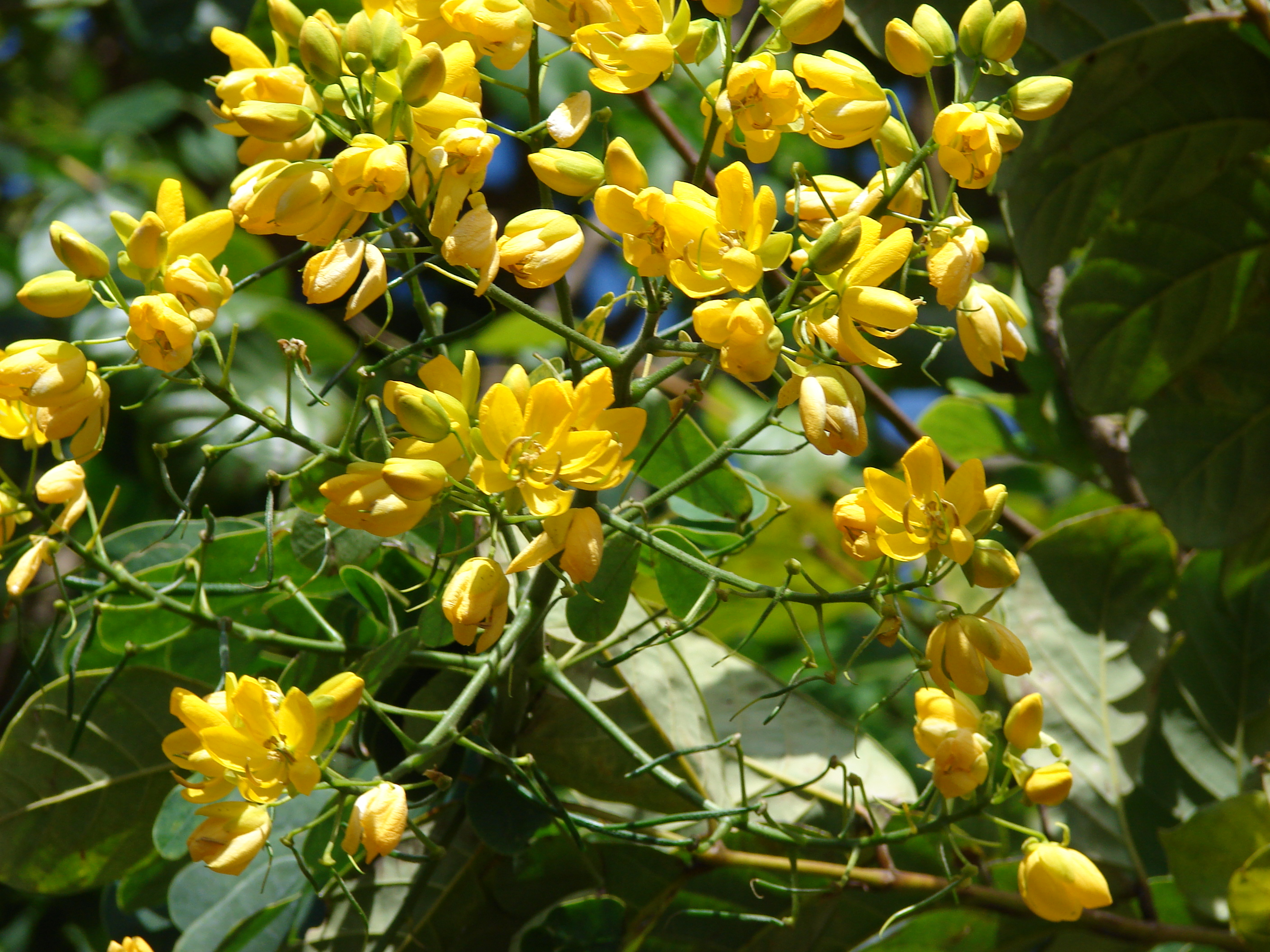
Senna pendula

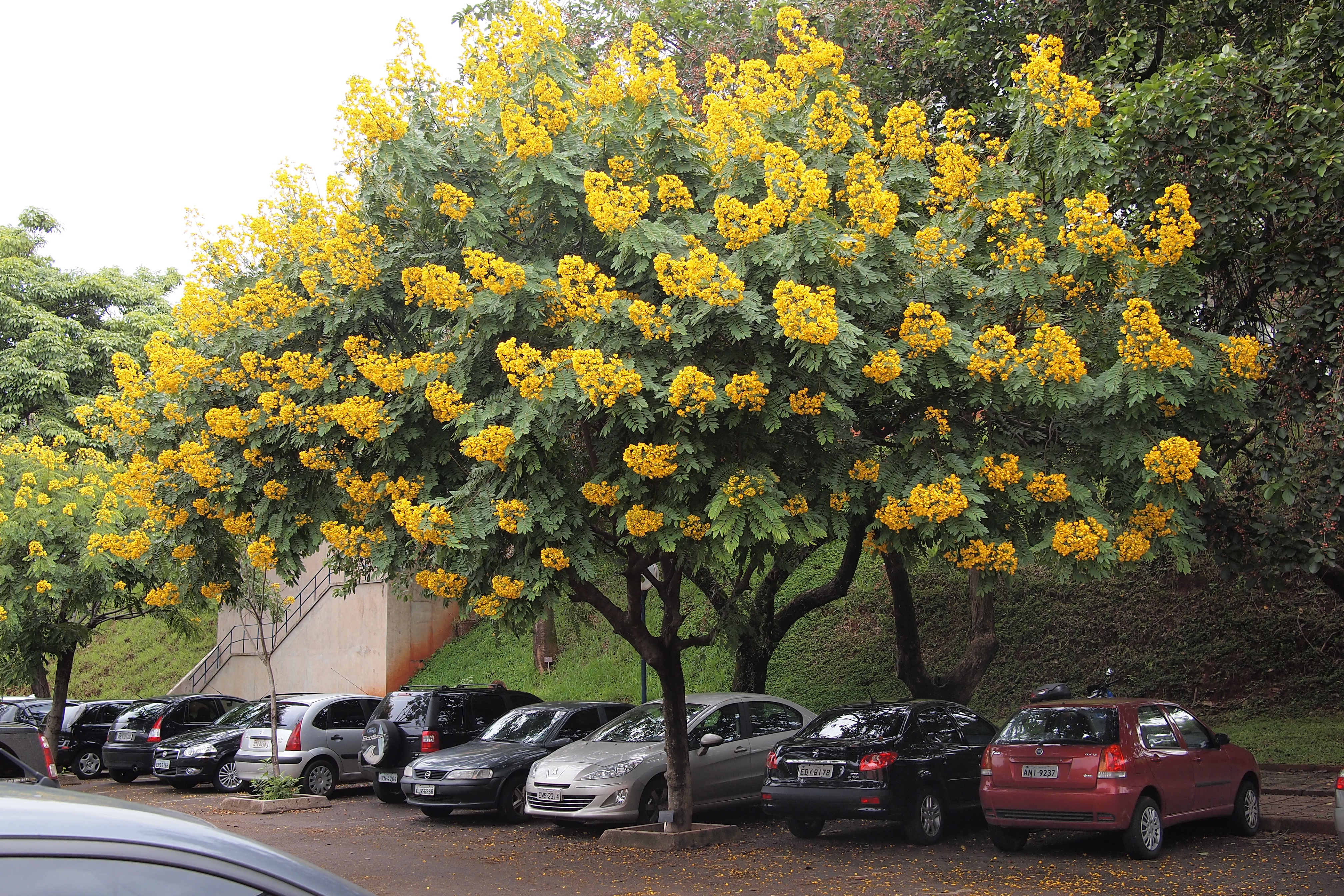
Senna spectabilis

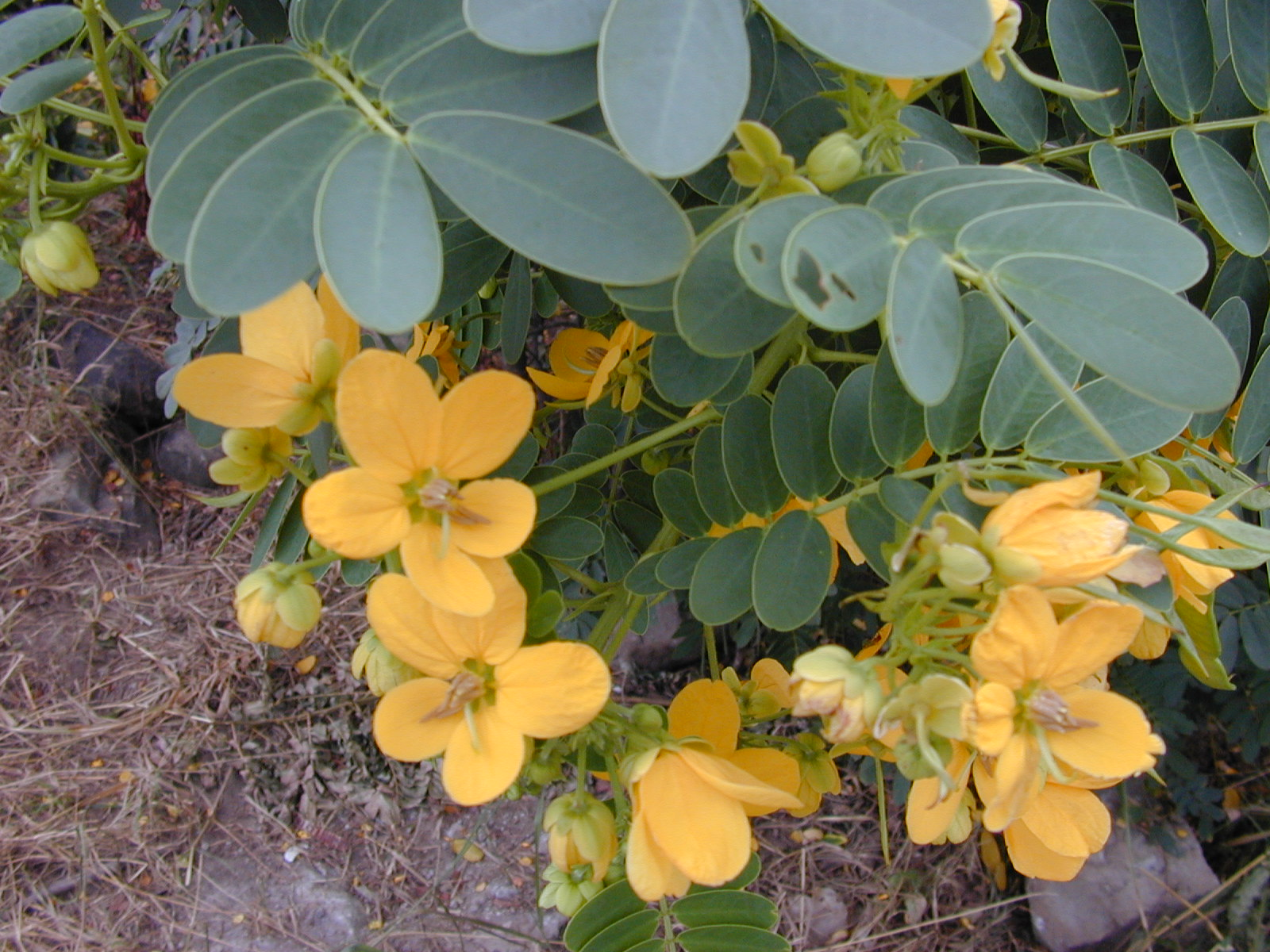
Senna surattensis

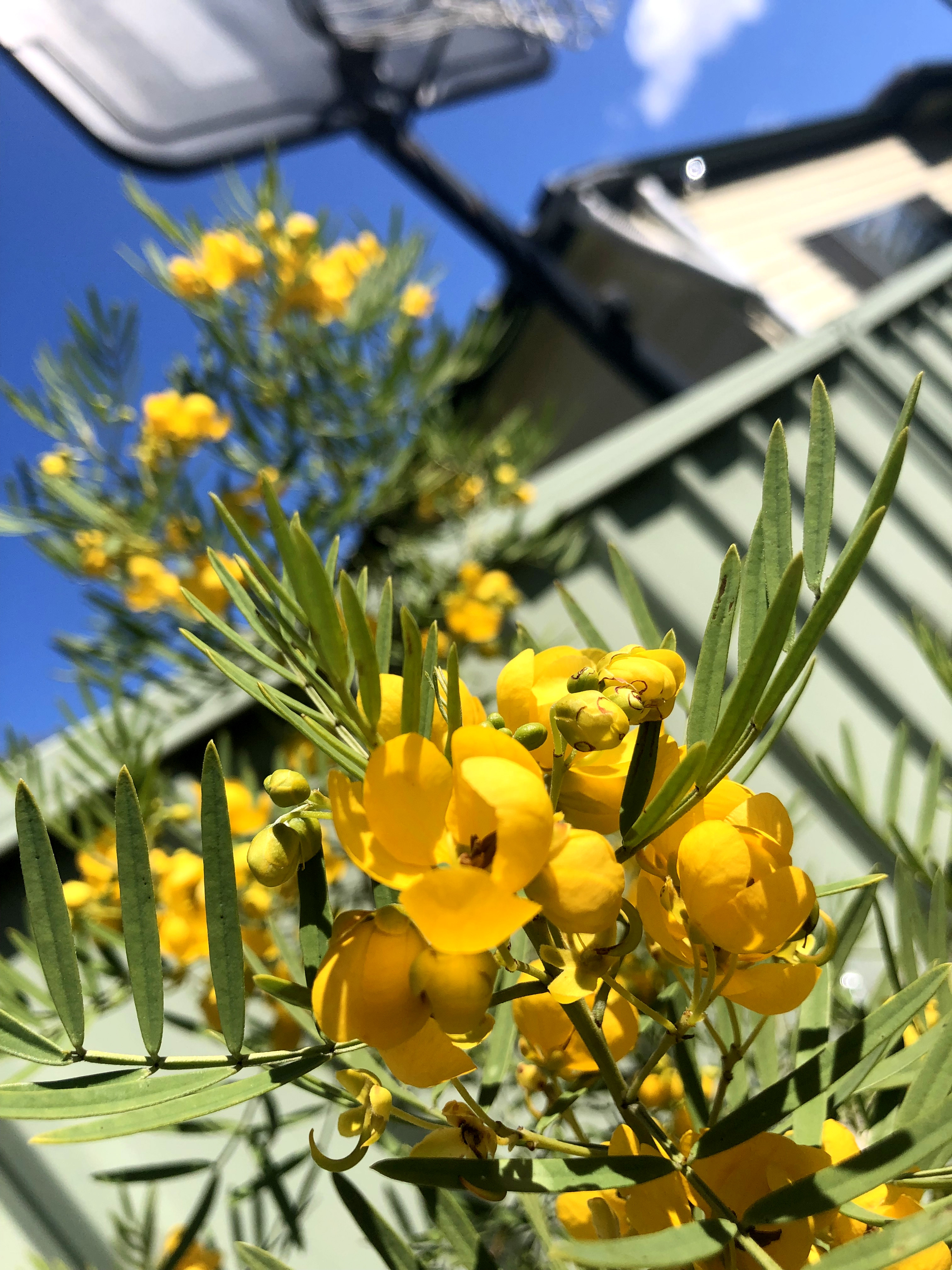
Senna odorata

- Senna acanthoclada (Griseb.) H.S.Irwin & Barneby
- Senna acclinis (F.Muell.) Randell
- Senna aciphylla (Benth. ex A.Gray) Randell
- Senna aculeata (Pohl ex Benth.) H.S.Irwin & Barneby
- Senna acunae (Borhidi) A.Barreto & Yakovlev
- Senna acuparata H.S.Irwin & Barneby
- Senna acuruensis (Benth.) H.S.Irwin & Barneby
- Senna acutisepala (Benth.) H.S.Irwin & Barneby
- Senna affinis (Benth.) H.S.Irwin & Barneby
- Senna alata (L.) Roxb.
- Senna alexandrina Mill.
- Senna andrieuxii (Benth.) H.S.Irwin & Barneby
- Senna angulata (Vogel) H.S.Irwin & Barneby
- Senna angustisiliqua (Lam.) H.S.Irwin & Barneby
- Senna ankaranensis Du Puy & R.Rabev.
- Senna anthoxantha (Capuron) Du Puy
- Senna aphylla (Cav.) H.S.Irwin & Barneby
- Senna apiculata (M.Martens & Galeotti) H.S.Irwin & Barneby
- Senna appendiculata (Vogel) Wiersema
- Senna apsidoneura (H.S.Irwin & Barneby) H.S.Irwin & Barneby
- Senna araucarietorum H.S.Irwin & Barneby
- Senna argentea (Kunth) H.S.Irwin & Barneby
- Senna arida (Rose) H.S.Irwin & Barneby
- Senna aristeguietae H.S.Irwin & Barneby
- Senna armata (S.Watson) H.S.Irwin & Barneby
- Senna arnottiana (Hook.) H.S.Irwin & Barneby
- Senna artemisioides (Gaudich. ex DC.) Randell
- Senna atomaria (L.) H.S.Irwin & Barneby
- Senna aurantia (Ruiz & Pav. ex G.Don) H.S.Irwin & Barneby
- Senna auriculata (L.) Roxb.
- Senna aversiflora (Herb.) H.S.Irwin & Barneby
- Senna aymara H.S.Irwin & Barneby
- Senna baccarinii (Chiov.) Lock
- Senna bacillaris (L.f.) H.S.Irwin & Barneby
- Senna barclayana (Sweet) Randell
- Senna barnebyana Lass.
- Senna barronfieldii (Colla) Hewson
- Senna bauhinioides (A.Gray) H.S.Irwin & Barneby
- Senna benitoensis (Britton & P.Wilson) H.S.Irwin & Barneby
- Senna bicapsularis (L.) Roxb.
- Senna biglandularis A.O.Araujo & V.C.Souza
- Senna birostris (Dombey ex Vogel) H.S.Irwin & Barneby
- Senna bosseri Du Puy & R.Rabev.
- Senna bracteosa D.B.O.S.Cardoso & L.P.Queiroz
- Senna brongniartii (Gaudich.) H.S.Irwin & Barneby
- Senna burkartiana (Villa) H.S.Irwin & Barneby
- Senna cajamarcae H.S.Irwin & Barneby
- Senna cana (Nees & Mart.) H.S.Irwin & Barneby
- Senna candolleana (Vogel) H.S.Irwin & Barneby
- Senna cardiosperma (F.Muell.) Randell
- Senna catingae (Harms) L.P.Queiroz
- Senna caudata (Standl.) H.S.Irwin & Barneby
- Senna cearensis Afr.Fern.
- Senna centranthera H.S.Irwin & Barneby
- Senna cernua (Balb.) H.S.Irwin & Barneby
- Senna chapmanii (Isely) A.Barreto & Yakovlev
- Senna charlesiana (Symon) Randell
- Senna chloroclada (Harms) H.S.Irwin & Barneby
- Senna chrysocarpa (Desv.) H.S.Irwin & Barneby
- Senna cladophylla (W.Fitzg.) Randell
- Senna clavigera (Domin) Randell
- Senna cobanensis (Britton) H.S.Irwin & Barneby
- Senna coimbrae M.Nee & Barneby
- Senna collicola H.S.Irwin & Barneby
- Senna confinis (Greene) H.S.Irwin & Barneby
- Senna corifolia (Benth.) H.S.Irwin & Barneby
- Senna cornigera H.S.Irwin & Barneby
- Senna coronilloides (Benth.) Randell
- Senna corymbosa (Lam.) H.S.Irwin & Barneby
- Senna costata (J.F.Bailey & C.T.White) Randell
- Senna covesii (A.Gray) H.S.Irwin & Barneby
- Senna crassiramea (Benth.) H.S.Irwin & Barneby
- Senna crotalarioides (Kunth) H.S.Irwin & Barneby
- Senna cruckshanksii (Hook.) H.S.Irwin & Barneby
- Senna cuatrecasasii H.S.Irwin & Barneby
- Senna cumingii (Hook. & Arn.) H.S.Irwin & Barneby
- Senna curvistyla (J.M.Black) Randell
- Senna cushina (J.F.Macbr.) H.S.Irwin & Barneby
- Senna cuthbertsonii (F.Muell.) Randell
- Senna dardanoi Afr.Fern. & P.Bezerra
- Senna dariensis (Britton & Rose) H.S.Irwin & Barneby
- Senna davidsonii (V.Singh) V.Singh
- Senna demissa (Rose) H.S.Irwin & Barneby
- Senna didymobotrya (Fresen.) H.S.Irwin & Barneby
- Senna divaricata (Nees & Blume) Lock
- Senna domingensis (Spreng.) H.S.Irwin & Barneby
- Senna durangensis (Rose) H.S.Irwin & Barneby
- Senna ellisiae (Brenan) Lock
- Senna ferraria (Symon) Randell
- Senna flexuosa (Randell) Randell
- Senna foetidissima (Ruiz & Pav. ex G.Don) H.S.Irwin & Barneby
- Senna formosa H.S.Irwin & Barneby
- Senna fruticosa (Mill.) H.S.Irwin & Barneby
- Senna galeottiana (M.Martens) H.S.Irwin & Barneby
- Senna gardneri (Benth.) H.S.Irwin & Barneby
- Senna garrettiana (Craib) H.S.Irwin & Barneby
- Senna gaudichaudii (Hook. & Arn.) H.S.Irwin & Barneby
- Senna georgica H.S.Irwin & Barneby
- Senna glanduligera (H.St.John) A.C.Sm.
- Senna glaucifolia (Randell) Randell
- Senna glutinosa (DC.) Randell
- Senna goniodes (A.Cunn. ex Benth.) Randell
- Senna gossweileri (Baker f.) Lock
- Senna guatemalensis (Donn.Sm.) H.S.Irwin & Barneby
- Senna gundlachii (Urb.) H.S.Irwin & Barneby
- Senna hamersleyensis (Symon) Randell
- Senna harleyi H.S.Irwin & Barneby
- Senna haughtii (J.F.Macbr.) H.S.Irwin & Barneby
- Senna hayesiana (Britton & Rose) H.S.Irwin & Barneby
- Senna hebecarpa (Fernald) H.S.Irwin & Barneby
- Senna heptanthera Randell
- Senna herzogii (Harms) H.S.Irwin & Barneby
- Senna hilariana (Benth.) H.S.Irwin & Barneby
- Senna hirsuta (L.) H.S.Irwin & Barneby – woolly senna
- Senna holosericea (Fresen.) Greuter
- Senna holwayana (Rose) H.S.Irwin & Barneby
- Senna hookeriana Batke
- Senna huancabambae (Harms) H.S.Irwin & Barneby
- Senna huidobriana (Phil.) Zoellner & San Martin
- Senna huilana (Britton & Rose) H.S.Irwin & Barneby
- Senna humifusa (Brenan) Lock
- Senna incarnata (Benth.) H.S.Irwin & Barneby
- Senna insularis (Britton & Rose) H.S.Irwin & Barneby
- Senna intermedia (B.D.Sharma, Vivek. & Rathakr.) V.Singh
- Senna italica Mill.
- Senna itatiaiae H.S.Irwin & Barneby
- Senna koelziana H.S.Irwin & Barneby
- Senna kurtzii (Harms) H.S.Irwin & Barneby
- Senna lactea (Vatke) Du Puy
- Senna lasseigniana H.S.Irwin & Barneby
- Senna latifolia (G.Mey.) H.S.Irwin & Barneby
- Senna leandrii (Ghesq.) Du Puy
- Senna lechriosperma H.S.Irwin & Barneby
- Senna leiophylla (Vogel) H.S.Irwin & Barneby
- Senna leptoclada (Benth.) Randell
- Senna ligustrina (L.) H.S.Irwin & Barneby
- Senna lindheimeriana (Scheele) H.S.Irwin & Barneby
- Senna longiglandulosa (Benth.) H.S.Irwin & Barneby
- Senna longiracemosa (Vatke) Lock
- Senna loretensis (Killip) H.S.Irwin & Barneby
- Senna lourteigiana H.S.Irwin & Barneby
- Senna macranthera (DC. ex Collad.) H.S.Irwin & Barneby
- Senna macrophylla (Kunth) H.S.Irwin & Barneby
- Senna magnifolia (F.Muell.) Randell
- Senna malaspinae H.S.Irwin & Barneby
- Senna mandonii (Benth.) H.S.Irwin & Barneby
- Senna manicula (Symon) Randell
- Senna marilandica (L.) Link
- Senna martiana (Benth.) H.S.Irwin & Barneby
- Senna mensicola (H.S.Irwin & Barneby) H.S.Irwin & Barneby
- Senna meridionalis (R.Vig.) Du Puy – Madagascar senna
- Senna mexicana (Jacq.) H.S.Irwin & Barneby – Mexican senna
- Senna mollissima (Humb. & Bonpl. ex Willd.) H.S.Irwin & Barneby
- Senna monilifera H.S.Irwin & Barneby
- Senna monozyx (H.S.Irwin & Barneby) H.S.Irwin & Barneby
- Senna montana (B.Heyne ex Roth) V.Singh
- Senna morongii (Britton) H.S.Irwin & Barneby
- Senna mucronifera (Mart. ex Benth.) H.S.Irwin & Barneby
- Senna multifoliolata (Paul G.Wilson) H.S.Irwin & Barneby
- Senna multiglandulosa (Jacq.) H.S.Irwin & Barneby
- Senna multijuga (Rich.) H.S.Irwin & Barneby
- Senna mutisiana (Kunth) H.S.Irwin & Barneby
- Senna nana (Benth.) H.S.Irwin & Barneby
- Senna neglecta (Vogel) H.S.Irwin & Barneby
- Senna nicaraguensis (Benth.) H.S.Irwin & Barneby
- Senna nitida (Rich.) H.S.Irwin & Barneby
- Senna notabilis (F.Muell.) Randell
- Senna nudicaulis (Burkart) H.S.Irwin & Barneby
- Senna obliqua (G.Don) H.S.Irwin & Barneby
- Senna oblongifolia (Vogel) H.S.Irwin & Barneby
- Senna obtusifolia (L.) H.S.Irwin & Barneby
- Senna occidentalis (L.) Link
- Senna oligoclada (F.Muell.) Randell
- Senna orcuttii (Britton & Rose) H.S.Irwin & Barneby
- Senna organensis (Glaz. ex Harms) H.S.Irwin & Barneby
- Senna oxyphylla (Kunth) H.S.Irwin & Barneby
- Senna pachyrrhiza (L.Bravo) H.S.Irwin & Barneby
- Senna pallida (Vahl) H.S.Irwin & Barneby
- Senna papillosa (Britton & Rose) H.S.Irwin & Barneby
- Senna paposana (Phil.) Zoellner & San Martin
- Senna paradictyon (Vogel) H.S.Irwin & Barneby
- Senna paraensis (Ducke) H.S.Irwin & Barneby
- Senna pendula (Humb. & Bonpl. ex Willd.) H.S.Irwin & Barneby
- Senna pentagonia (Mill.) H.S.Irwin & Barneby
- Senna peralteana (Kunth) H.S.Irwin & Barneby
- Senna perrieri (R.Vig.) Du Puy
- Senna petersiana (Bolle) Lock
- Senna phlebadenia H.S.Irwin & Barneby
- Senna phyllodinea (R.Br.) Symon
- Senna pilifera (Vogel) H.S.Irwin & Barneby
- Senna pilocarina (Symon) Randell
- Senna pilosior (B.L.Rob.) H.S.Irwin & Barneby
- Senna pinheiroi H.S.Irwin & Barneby
- Senna pistaciifolia (Kunth) H.S.Irwin & Barneby
- Senna planitiicola (Domin) Randell
- Senna pleurocarpa (F.Muell.) Randell
- Senna pneumatica H.S.Irwin & Barneby
- Senna podocarpa (Guill. & Perr.) Lock
- Senna polyantha (Collad.) H.S.Irwin & Barneby
- Senna polyphylla (Jacq.) H.S.Irwin & Barneby
- Senna praeterita H.S.Irwin & Barneby
- Senna procumbens Randell
- Senna pumilio (A.Gray) H.S.Irwin & Barneby
- Senna punoensis Lass.
- Senna purpusii (Brandegee) H.S.Irwin & Barneby
- Senna quinquangulata (Rich.) H.S.Irwin & Barneby
- Senna racemosa (Mill.) H.S.Irwin & Barneby
- Senna reniformis (G.Don) H.S.Irwin & Barneby
- Senna reticulata (Willd.) H.S.Irwin & Barneby
- Senna rigidicaulis (Burkart ex L.Bravo) H.S.Irwin & Barneby
- Senna ripleyana (H.S.Irwin & Barneby) H.S.Irwin & Barneby
- Senna rizzinii H.S.Irwin & Barneby
- Senna robiniifolia (Benth.) H.S.Irwin & Barneby
- Senna roemeriana (Scheele) H.S.Irwin & Barneby
- Senna rostrata (Mart.) H.S.Irwin & Barneby
- Senna rugosa (G.Don) H.S.Irwin & Barneby
- Senna ruiziana (G.Don) H.S.Irwin & Barneby
- Senna rupununiensis H.S.Irwin & Barneby
- Senna ruspolii (Chiov.) Lock
- Senna saeri (Pittier) H.S.Irwin & Barneby
- Senna sandwithiana H.S.Irwin & Barneby
- Senna santanderensis (Britton & Killip) H.S.Irwin & Barneby
- Senna scabriuscula (Vogel) H.S.Irwin & Barneby
- Senna scandens (G.Don) H.S.Irwin & Barneby
- Senna septemtrionalis (Viv.) H.S.Irwin & Barneby
- Senna sericea (Symon) Albr. & Symon
- Senna siamea (Lam.) H.S.Irwin & Barneby
- Senna silvestris (Vell.) H.S.Irwin & Barneby
- Senna singueana (Delile) Lock
- Senna skinneri (Benth.) H.S.Irwin & Barneby
- Senna smithiana (Britton & Rose) H.S.Irwin & Barneby
- Senna sophera (L.) Roxb.
- Senna sophora Roxb.
- Senna sousana H.S.Irwin & Barneby
- Senna spectabilis (DC.) H.S.Irwin & Barneby
- Senna spinescens (Hoffmanns. ex Vogel) H.S.Irwin & Barneby
- Senna spiniflora (Burkart) H.S.Irwin & Barneby
- Senna spinigera (Rizzini) H.S.Irwin & Barneby
- Senna splendida (Vogel) H.S.Irwin & Barneby
- Senna stenophylla (Britton) H.S.Irwin & Barneby
- Senna stipulacea (Aiton) H.S.Irwin & Barneby
- Senna stowardii (S.Moore) Randell
- Senna stricta (Randell) Randell
- Senna suarezensis (Capuron) Du Puy
- Senna subtrijuga H.S.Irwin & Barneby
- Senna subulata (Griseb.) H.S.Irwin & Barneby
- Senna sulfurea (DC. ex Collad.) H.S.Irwin & Barneby
- Senna surattensis (Burm.f.) H.S.Irwin & Barneby
- Senna symonii (Randell) Randell
- Senna talpana H.S.Irwin & Barneby
- Senna tapajozensis (Ducke) H.S.Irwin & Barneby
- Senna tenuifolia (Vogel) H.S.Irwin & Barneby
- Senna timoriensis (DC.) H.S.Irwin & Barneby
- Senna tocotana (Rose ex Britton & Killip) Silverst.
- Senna tonduzii (Standl.) H.S.Irwin & Barneby
- Senna tora (L.) Roxb. – sickle senna, foetid cassia
- Senna trachypus (Mart. ex Benth.) H.S.Irwin & Barneby
- Senna trianae H.S.Irwin & Barneby
- Senna trolliiflora H.S.Irwin & Barneby
- Senna tropica (Vell.) H.S.Irwin & Barneby
- Senna truncata (Brenan) Lock
- Senna tuhovalyana (Aké Assi) Lock
- Senna uncata H.S.Irwin & Barneby
- Senna undulata (Benth.) H.S.Irwin & Barneby
- Senna uniflora (Mill.) H.S.Irwin & Barneby
- Senna unijuga (Rose) H.S.Irwin & Barneby
- Senna urmenetae (Phil.) H.S.Irwin & Barneby
- Senna vargasii (Schery) H.S.Irwin & Barneby
- Senna velutina (Vogel) H.S.Irwin & Barneby
- Senna venusta (F.Muell.) Randell
- Senna versicolor (Meyen ex Vogel) H.S.Irwin & Barneby
- Senna viarum (Little) H.S.Irwin & Barneby
- Senna viciifolia (Benth.) H.S.Irwin & Barneby
- Senna viguierella (Ghesq.) Du Puy
- Senna villosa (Mill.) H.S.Irwin & Barneby
- Senna viminea (L.) H.S.Irwin & Barneby
- Senna weddelliana H.S.Irwin & Barneby
- Senna williamsii (Britton & Rose) H.S.Irwin & Barneby
- Senna wislizeni (A.Gray) H.S.Irwin & Barneby
- Senna wurdackii H.S.Irwin & Barneby

## Екологія
Гусениці багатьох видів живляться рослинами Сенна. Чорна відьма (Ascalapha odorata), Astraptes fulgerator, Catopsilia pomona і C. pyranthe були зареєстровані, наприклад, на кущі S. alata.
Деякі види мають позаквіткові нектарники на листках або квітконосах, які відвідують мурахи.
Види сенни запилюються різноманітними бджолами, особливо великими бджолами-самками, такими як Xylocopa. Вони покладаються на «запилення дзижчанням», а деякі з них — на «рикошетне запилення», коли пилок не осідає на тілі запилювача через прямий контакт із пиляками. Квітки мають два комплекти тичинок: тичинки їстівні, довші, і тичинки, що запилюють, менші за розміром. Завдяки «запиленню дзижчанням» пилок із тичинок-запилювачів викидається з пиляків і кілька разів рикошетить об пелюстки, перш ніж осідає на спині бджоли-запилювача. Шорсткість стінок пелюсток сповільнює швидкість пилку. Сам по собі ефект рикошету не може забезпечити ефективне поширення пилку. Цьому сприяють статичні заряди, коли літаючі бджоли стають позитивно зарядженими внаслідок тертя в повітрі, а пилок є негативно зарядженим, через що вони природним чином притягуються до тіла бджіл. Бджола-запилювач зрештою переносить пилок, а також отримує можливість харчуватися пилком, який знаходиться на живильних тичинках.

## Використання
Деякі види сенни використовуються як декоративні рослини в ландшафтному дизайні. Вид пристосований до багатьох типів клімату.
Камедь касії, екстракт насіння китайської сени (S. obtusifolia), використовується як загусник. Листя та квіти сіамської касії (S. siamea) використовуються в деяких кухнях Південно-Східної Азії, таких як тайська, шанська/бірманська та лаоська кухні. По-тайськи вони відомі як хі-лек і використовуються в каррі.

### Проносне
Протягом усієї історії єгипетську сенну (S. alexandrina) використовували через її проносні властивості у формі стручків сенни або у вигляді трав’яного чаю з листя. Сенна вважається стимулятором міентериального сплетення товстої кишки, щоб викликати перистальтичні скорочення та зменшити всмоктування води зсередини товстої кишки, ефекти, які забезпечать полегшення від запорів. Проносний сироп з інжиру отримує найбільший ефект від наявності сенни.
Сенна або її екстраговані сеннозиди, окремо або в комбінації з сорбітом або лактулозою, були оцінені в систематичних оглядах і кокранівських оглядах для лікування запорів у дітей і людей похилого віку. Деякі дослідження продемонстрували обмежені докази ефективності, тоді як інші вказали, що дослідження було занадто слабким, щоб бути впевненим у корисності сенни як проносного.

## Скам'янілості
Викопний стручок насіння Senna sp. з епохи середнього еоцену було описано з глиняного кар’єру Ранчо в окрузі Генрі, штат Теннессі (США). 